# KFF Tirana
Maillots
Actualités
Le KFF Tirana est un club albanais de football féminin basé à Tirana.
Le club est fondé en 2007 sous le nom de Klubi i Futbollit i Femrave Tirana AS (en français : Club de football féminin Tirana AS)

## Histoire
Depuis sa création en 2007, le club a participé au premier tournoi compétitif en Albanie organisé par la Fédération albanaise de football, avec Jubani Shkodër, Tropoja, Olimpik, Rubiku, Memaliaj et The Door Albania. Le club joue ses matchs à domicile au complexe Skënder Halili à Tirana et participe à la Kategoria Femra.